# Blue on the Bay
Blue on the bay est un gratte-ciel résidentiel de 130 mètres de hauteur construit à Miami durant le boom immobilier des années 2000. L'immeuble a été construit de 2003 à 2005 et a été conçu par le cabinet d'architecture Arquitectonica situé à Miami. Il comprend 330 appartements desservis par 8 ascenseurs.
D'après la société Emporis le prix initial des appartements allait de 350 000 à 800 000 $.